# NGC 2906
NGC 2906 je galaksija u zviježđu Lavu.

## Vanjske poveznice
- SEDS: NGC 2906